# Cry (album)
 (janvier 2014).
Si vous disposez d'ouvrages ou d'articles de référence ou si vous connaissez des sites web de qualité traitant du thème abordé ici, merci de compléter l'article en donnant les références utiles à sa vérifiabilité et en les liant à la section « Notes et références ».
Pour les articles homonymes, voir Cry.
Albums de Simple Minds
Neon Lights
(2001) Our Secrets Are the Same
(2004)
Cry est le quatorzième album studio des Simple Minds. Ce devait être le premier album solo de Jim Kerr, ce qui explique qu'il en soit le principal compositeur et artisan, mais le projet est devenu un nouvel album de Simple Minds à la suite d'une importante contribution de Charlie Burchill comme guitariste et bassiste. Mentionnons la participation de Mark Kerr à la guitare, à la voix et à la composition.

## Liste des titres
| 1.    | Cry                  | Jim Kerr / Dino Maggiorana / N. Morris / Mike Nicita / Daniele Tignino / Pat Legato | 3:57 |
| 2.    | Spaceface            | Sean Kelly / Jim Kerr                                                               | 3:54 |
| 3.    | New Sunshine Morning | Jim Kerr / Dino Maggiorana / Mike Nicita / Daniele Tignino / Pat Legato             | 3:37 |
| 4.    | One Step Closer      | Jim Kerr / Planet Funk                                                              | 6:07 |
| 5.    | Face In The Sun      | Mark Kerr                                                                           | 3:58 |
| 6.    | Disconnected         | Jim Kerr / Kevin Hunter / Gordy Goudie                                              | 3:38 |
| 7.    | Lazy Lately          | Charlie Burchill / Mark Kerr                                                        | 4:03 |
| 8.    | Sugar                | Charlie Burchill / Mark Kerr                                                        | 3:14 |
| 9.    | Sleeping Girl        | Jim Kerr / Dino Maggiorana / Mike Nicita                                            | 4:12 |
| 10.   | Cry Again            | Jim Kerr / Dino Maggiorana / Mike Nicita / Daniele Tignino / Pat Legato             | 3:36 |
| 11.   | Slave Nation         | Jim Kerr / Kevin Hunter / Gordy Goudie                                              | 3:02 |
| 12.   | The Floating World   | Vince Clarke                                                                        | 4:26 |
| 47:36 |                      |                                                                                     |      |

## Membres
- Jim Kerr - Voix
- Charlie Burchill - Guitares, claviers, basse
- Mark Kerr
- Gordon Goodie

## Membres additionnels pour la tournée
- Mel Gaynor - Batterie
- Andy Gillespsie - Claviers
- Eddie Duffy - Basse

## Commentaires
Bien que de très bonne facture, Cry est passé relativement inaperçu à sa sortie le 1er avril 2002. Il a cependant été bien reçu en Italie (#14).